# Контроферта
Контрофе́рта (від лат. contra — проти і offertus — запропонований) — згода укласти запропонований договір, але на інших умовах .
Контроферта є зустрічною офертою, відповідь на пропозицію укласти договір, що містить умови, які є додатковими або відрізняються від умов, зазначених у пропозиції. Застосовується переважно у зовнішньоторговельних відносинах.
Відповідно до законодавства України відповідь особи, котрій адресована пропозиція про намір укласти договір (оферта), про прийняття пропозиції (акцепт) має бути повною і безумовною. Відповідь про згоду укласти договір на інших умовах, ніж запропоновано в оферті, не є акцептом. Така відповідь визнається відмовою від акцепту й одночасно новою офертою, тобто контроферта мусить містити істотні умови договору, який сторона, що надсилає контроферту, має намір укласти в майбутньому. Сторона, що одержала К., повинна діяти як особа, котрій адресовано оферту. Вона може дати позитивну відповідь про прийняття К, і тоді договір вважатиметься укладеним на зазначених у контроферті умовах. Відповідно до Принципів міжнародних комерційних договорів, виданих Міжнародним інститутом уніфікації приватного права (УНІДРУА) в 1994 році, відповідь на оферту, яка має на меті слугувати акцептом, але містить доповнення, обмеження або ін. зміни, є відхиленням оферти і являє собою зустрічну оферту, тобто К. Проте відповідь на оферту, яка має на меті слугувати акцептом, але містить дод. чи відмінні умови, що в цілому не змінюють суті оферти, є акцептом у тому разі, якщо оферент без обґрунтованих затримок не заперечить проти цих розбіжностей.